# Реформатський Сергій Миколайович
Реформатський Сергій Миколайович (рос. Сергей Николаевич Реформатский; 21 березня (2 квітня) 1860, Борисоглебське — 28 липня 1934, Москва) — хімік-органік, член-кореспондент АН СРСР (з 1929 року). Голова Київського фізико-хімічного товариства (1910—1916 і 1920—1933).

## Біографія
Народився 21 березня (2 квітня) 1860 року в селі Борисоглебському Костромської губернії (тепер Івановська область) в родині священика.
У 1882 році закінчив Казанський університет, учень О. М. Зайцева. У 1882—1889 роках викладав там же. У 1889—1890 роках працював у Німеччині у Віктора Мейєра і Вільгельма Оствальда, з 1891 по 1934 рік — професор Київського університету. У 1906—1919 роках професор Київських вищих жіночих курсів.
В 1910-х роках жив в Києві по вулиці Львівській, 18.

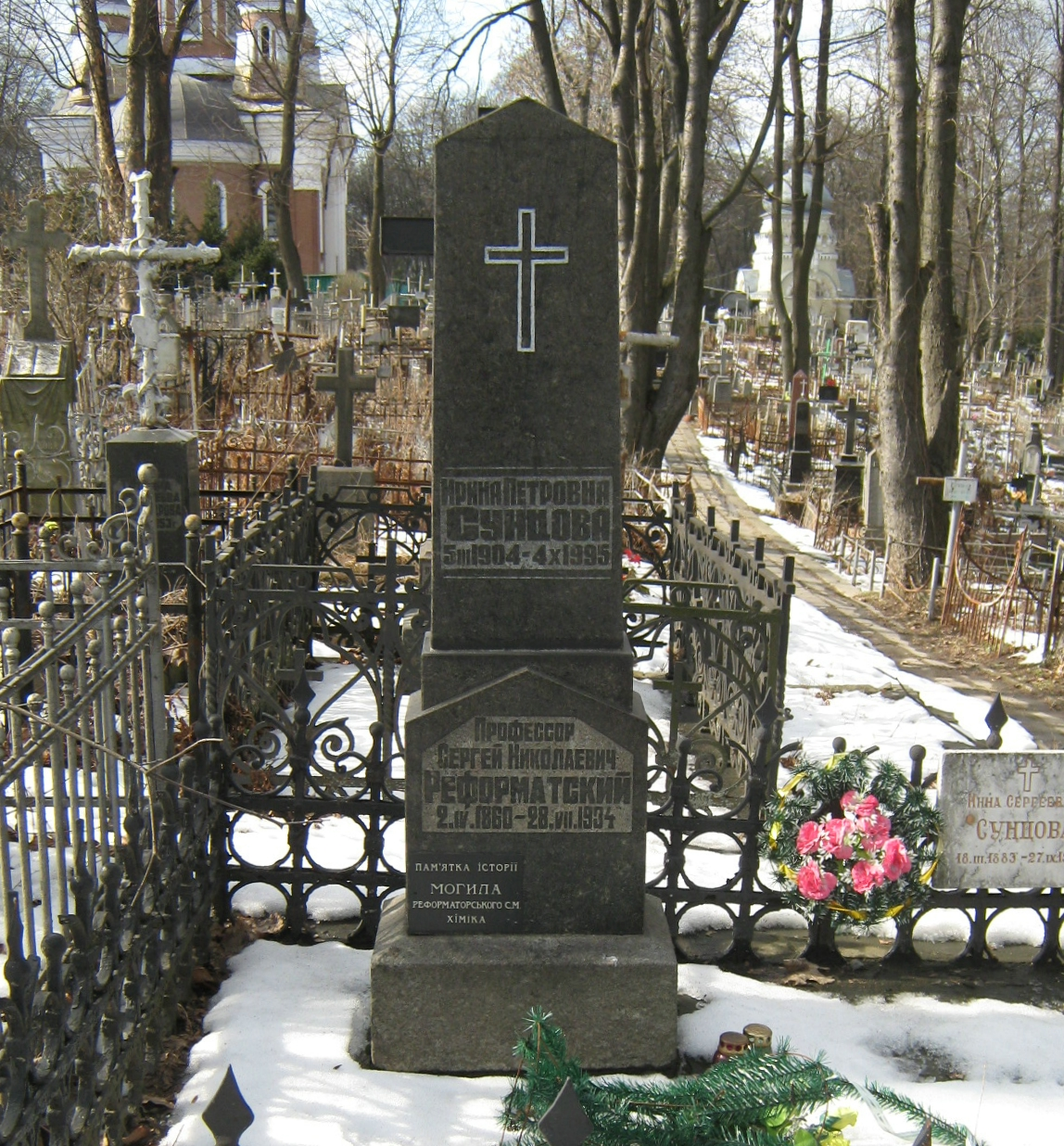
Могила Сергія Реформатського

Помер 28 липня 1934 року у Москві. Похований в Києві на Лук'янівському цвинтарі (ділянка № 13-3, ряд 15, місце 1).

## Наукова робота
Розробив методу синтези β—оксикислот дією цинку та суміш альдегідів чи кетонів або складних етерів з етерами α—галогенозаміщених кислот (реакція Реформатського, 1890).
Автор понад 50 наукових праць та підручника «Начальный курс органической химии» (1893, 17 вид. 1930).

## Пам'ять

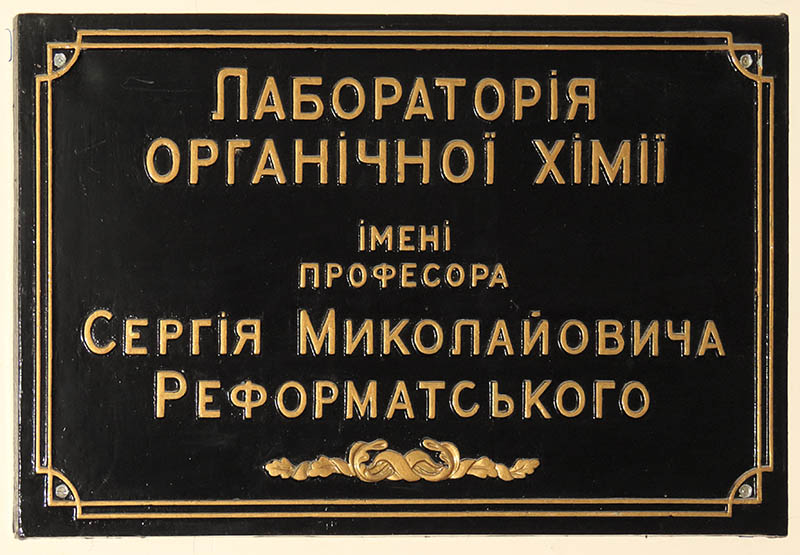

Ім'ям С. М. Реформатського названо одну з лабораторій хімічного факультету Київського Національного університету ім. Т. Шевченка.